# شوان‌دو
شوان‌دو (چینی: 宣德؛ پین‌یین: Xuāndé) نام پادشاهی جو جان‌جی (چینی: 朱瞻基، پین‌یین: Zhū Zhānjī) (زادهٔ ۲۵ فوریه ۱۳۹۸ - درگذشتهٔ ۳۱ ژانویه ۱۴۳۵)، پنجمین امپراتور دودمان مینگ بود؛ که بین سال‌های ۱۴۲۵ تا ۱۴۳۵ میلادی بر چین فرمانروایی کرد. او همچنین از علاقه‌مندان به شعر و ادبیات بود و در هنر نقاشی، به ویژه کشیدن نگاره هایی از حیوانات مهارت داشت.

## زندگینامه

### سال‌های آغازین
شوان‌دو با نام اصلی جو جان‌جی در سال ۱۳۹۸ پس از میلاد زاده شد. او بزرگترین پسر امپراتور هونگ‌شی از همسرش جانگ بود و پس از مرگ پدرش در ۱۴۲۵ بر تخت نشست و دوران فرمانروایی خود را با عنوان امپراتور شوان‌دو در ۲۷ ژوئن ۱۴۲۵ آغاز کرد. عصر شوان‌دو نیز از ۶ فوریه ۱۴۲۶ آغاز و تا ۱۷ ژانویه ۱۴۳۶ ادامه داشت.

### دوران حکومت
شوان‌دو در ابتدای حکومتش توانست شورش یکی از عموهایش به‌نام جو گائوشو را سرکوب نماید. جو گائوشو فرزند امپراتور یونگ‌لو و برادر کوچکتر امپراتور هونگ‌شی بود که به سبب موفقیت‌های نظامیش مورد توجه امپراتور قرار داشت، اما نافرمانی‌های او از دستورات سلطنتی سبب شد تا او را به لئان در شاندونگ تبعید نمایند. جو گائوشو در تبعید ارتشی را گردآورد و بر قدرت خود افزود و پس از بر تخت نشستن شوان‌دو علیه او شورید. شوان‌دو این شورش را فرونشاند و جو گائوشو دستگیر شد. شوان‌دو در ابتدا تصمیم به اعدام عمویش نداشت اما رفتار بی‌پروایانهٔ او خشم امپراتور را برانگیخت و حکم به مرگ او داد. جو چنگ‌شو را در زیر دیگ برنزی سنگین و عظیمی گذاشتند و آنقدر به آن حرارت دادند تا جو چنگ‌شو بمرد.
شوان‌دو در طول دوران حکومتش با بلایای طبیعی مبارزه کرد، مرزهای امپراتوری را امن ساخت، مالیات‌ها را کاهش داد و یادگیری هنرهای گوناگون را تشویق نمود. اصلاحات او مورد تأیید مادرش امپراتریس بیوه جانگ قرارداشت و دورهٔ ۱۰ سالهٔ حکومت او، کامیابی و آرامش را برای چین به ارمغان آورد. با این وجود او با بازگرداندن قدرت به خواجگان مرتکب اشتباه بزرگی شد که در سال‌های بعد به متزلزل شدن پایه‌های دودمان مینگ انجامید.

### توجه به هنر

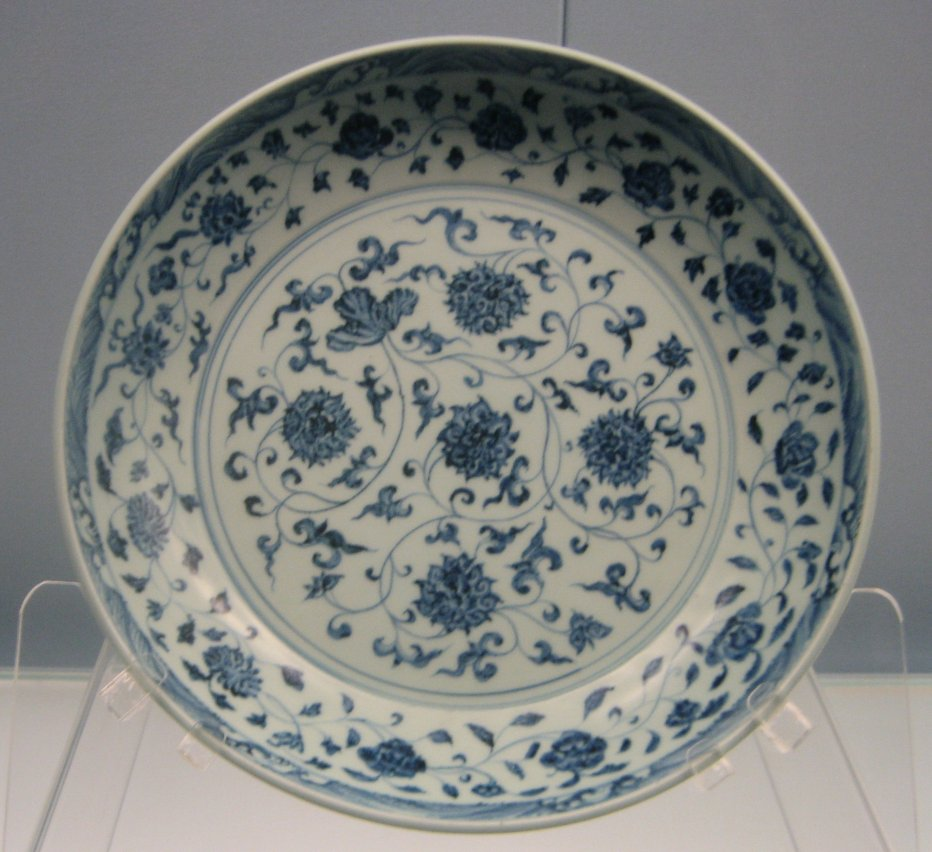
نمونه‌ای از چینی مینگ مربوط به دوران شوان‌ده، موزهٔ شانگهای

شوان‌دو که خود از علاقه‌مندان به هنر بود و در شعر و نقاشی نیز مهارت داشت، اقداماتی را جهت بهبود تولید محصولات سفالی انجام داد که نتیجهٔ آن، تولید ظروف چینی با نقوش سفید و آبی مینگ بود که شهرت جهانی یافت.

### مرگ
شوان‌دو در ۳۱ ژانویهٔ ۱۴۳۵ و در سن ۳۶ سالگی درگذشت. او را در جیالینگ، سومین مقبره از آرامگاه‌های دودمان مینگ در بیجینگ که در شرق مقبرهٔ پدربزرگش امپراتور یونگ‌لو و در مقابل مقبرهٔ پدرش، امپراتور هونگ‌شی واقع شده است به خاک سپردند و لقب مینگ شوان‌زونگ (به چینی: 明宣宗) را به او دادند. پس از او پسرش جو چی‌جن با عنوان امپراتور جنگ‌تونگ جانشین او شد.

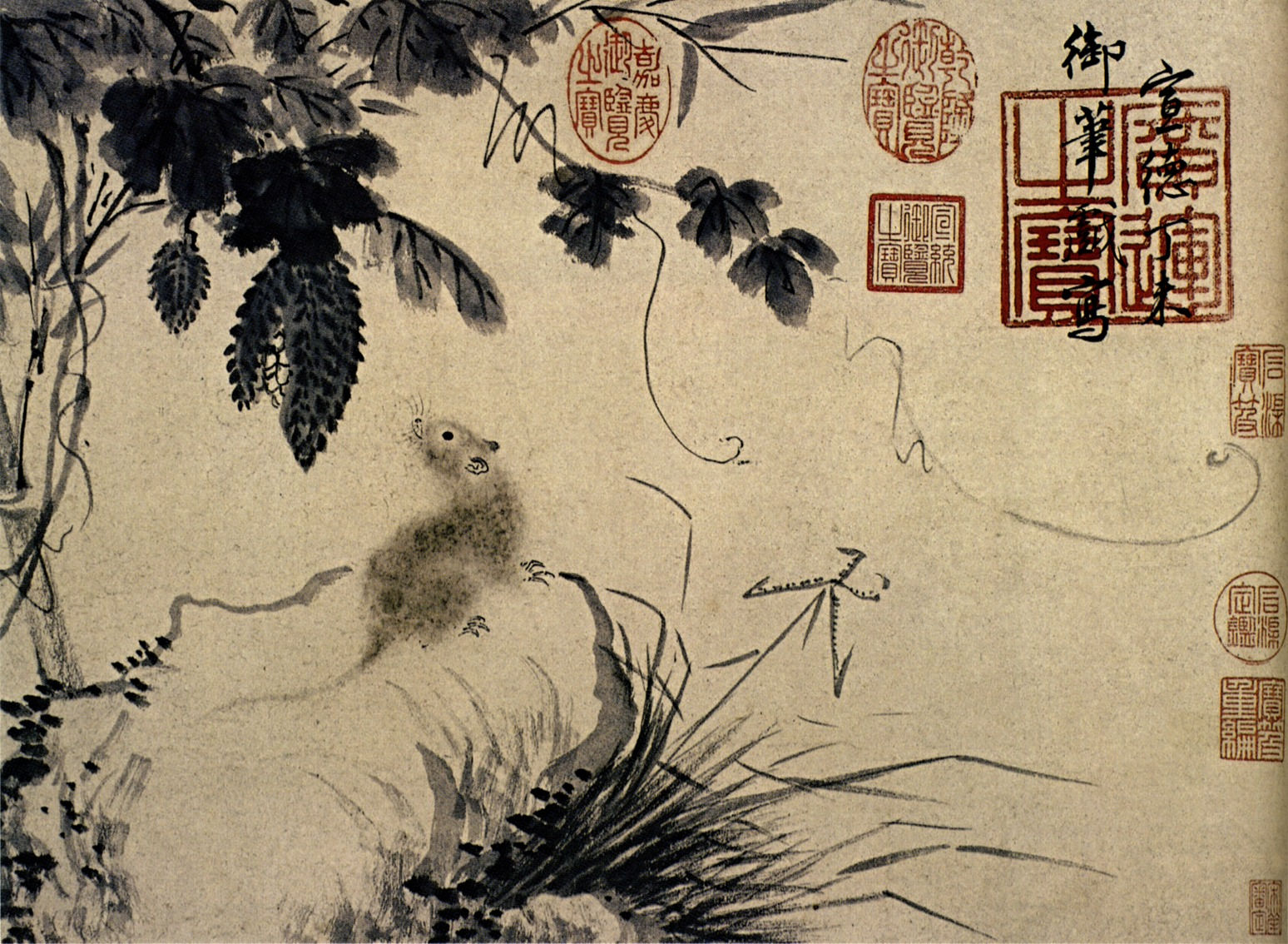